# Кличко, Виталий Владимирович
Вита́лий Влади́мирович Кличко́ (укр. Віталій Володимирович Кличко; род. 19 июля 1971[…], Беловодское, Киргизская ССР, СССР) — украинский государственный деятель, политик. Киевский городской голова с 5 июня 2014 года. Глава Киевской городской государственной администрации с 25 июня 2014 года. Боксёр-профессионал, выступавший в тяжёлой весовой категории, кикбоксер. Обладатель званий «Почётный» и «Вечный» чемпион мира по боксу в версии WBC. Герой Украины (2004).
Народный депутат Украины 7-го созыва с 12 декабря 2012 по 5 июня 2014. Руководитель фракции «УДАР» в Верховной Раде. Советник президента Украины (2005—2006 — вне штата, 2006—2008 — в штате), кандидат наук в области физического воспитания и спорта, лидер украинской политической партии «УДАР» (Украинский демократический альянс за реформы) с 2010 по 2015 год и Блока Петра Порошенко «Солидарность» с 2015 года по 2019 год, продюсер (совместно с братом и Сильвестром Сталлоне) мюзикла «Рокки».
Чемпион мира по боксу среди профессионалов по версиям WBO (1999—2000), по версии журнала The Ring (2004—2005) и WBC (2004—2005, 2008—2013), чемпион Европы по боксу среди профессионалов по версии EBU. Победил 15 бойцов за титул чемпиона мира в тяжёлом весе. Шестикратный обладатель титулов чемпиона мира по кикбоксингу по версиям различных организаций (четырежды среди профессионалов и дважды среди любителей). Трёхкратный чемпион Украины по боксу среди любителей. Член Международного зала боксёрской славы. Занимает 35-е место в рейтинге лучших боксёров всех времён вне зависимости от весовой категории по версии BoxRec.
В августе 2003 года вместе с братом Владимиром создал благотворительную организацию «Фонд братьев Кличко».
В ноябре 2005 года заявил о завершении спортивной карьеры, а в 2007 году — о её возобновлении. Спортивная карьера окончательно была завершена в декабре 2013 года.
Старший брат профессионального боксёра Владимира Кличко, обладателя титулов чемпиона мира по боксу в тяжёлом весе по версиям WBA super, WBO, IBF, IBO, и The Ring.
Тренер — Фриц Здунек (также тренировал Владимира Кличко).

## Биография
Виталий Кличко родился 19 июля 1971 года в семье военнослужащего, потомка старинного украинско-казацкого рода, выходца с Киевщины. Его прадед и другие родственники по линии отца пострадали во время репрессий против сельского населения Украины в 1920—1930 годах, часть семьи погибла во время голода. Прадед и его семья по линии матери отца, имевшие еврейские корни, были расстреляны немцами во время Холокоста в 1940-х годах.
В 1980—1985 годах Виталий Кличко жил в городке Мимонь, Чехословакия, где служил его отец. В 1985 году семья переехала в Украинскую ССР.

## Спортивная карьера
С детства Виталий увлекался различными видами единоборств, но отдал предпочтение кикбоксингу. Шесть раз становился чемпионом мира по кикбоксингу (четыре раза среди профессионалов и два раза среди любителей). На кикбоксерском ринге провёл 35 поединков, 34 из которых выиграл, 22 досрочно.
Бронзовый призёр боксёрского турнира Спартакиады народов СССР 1991 года. На чемпионате мира среди военнослужащих 1994 года и чемпионате мира 1995 года уступал в финале россиянину Алексею Лезину, но победил его в матче за «золото» на Всемирных военных играх 1995 года. Виталий должен был участвовать на Олимпиаде в Атланте, но у него был обнаружен положительный тест на стероиды, которые он применял для лечения травмы, что не стало оправданием для олимпийского комитета. Из-за этого Виталий не смог принять участие в Олимпиаде. Вместо него от Украины выступил родной брат Владимир Кличко. После успешной карьеры в любительском боксе (95 боёв / 80 побед (72 нокаутом)/ 15 поражений) дебютировал на профессиональном ринге одновременно с братом в ноябре 1996 года.

### Профессиональная боксёрская карьера
Братья заключили контракт с Universum Box-Promotion и вошли под опеку немецкого тренера Фрица Здунека. Первые поединки Виталия и его брата проходили только в Германии. Первые 10 поединков Виталий выиграл досрочно до 2-го раунда.
8 ноября 1997 года в своём 11-м бою вышел на ринг против американца Гилберта Уильямсона. Виталий отправлял его на канвас в 4-м, 5-м, и 2 раза в 6-м раундах. И только после четвёртого падения американец уже не поднялся. Виталий победил нокаутом в 6-м раунде 8-раундового боя (все предыдущие и последующие 15 поединков Виталий заканчивал раньше 6-го раунда).
8 апреля 1998 года нокаутировал во втором раунде британского боксёра Джулиуса Фрэнсиса. 2 мая 1998 года вышел на ринг против американца Дикки Райана (46-3), своего первого серьёзного противника в бою за первый титульный поединок. Кличко нокаутировал Райана в 5-м раунде и завоевал титул интерконтинентального чемпиона мира по версии WBO.
24 октября 1998 года Виталий нокаутировал во 2-м раунде немца Марио Шиссера (36-3-1) и завоевал вакантный титул чемпиона Европы EBU. Через полтора месяца защитил титул против итальянца Франческо Спинелли (19-4) техническим нокаутом в первом раунде. После этого боя Спинелли завершил карьеру. 20 февраля 1999 года Кличко ещё раз защитил свой титул, победив техническим нокаутом во 2-м раунде француза Исмаеля Йолу (11-2). Кличко к своему 25-му поединку вышел на бой с нокаутёром Херби Хайдом, чемпионом мира по версии WBO, англичанином нигерийского происхождения, у которого было всего 1 поражение (от Риддика Боу) и 31 победа, 30 из которых — нокаутом.

#### Чемпионские бои за титул WBO
26 июня 1999 года Виталий встретился с чемпионом мира по версии WBO, Херби Хайдом. В первом раунде поединка судьи отдали предпочтение Хайду, он был лучше, двигался быстро, ловко уходил от ударов. В начале второго раунда, у канатов, Кличко правым кроссом послал Хайда в нокдаун. Англичанин тут же встал. Кличко не начал сразу добивать. Во второй половине раунда Виталий левым кроссом, а затем мощным правым хуком отправил Хайда в нокаут.
С этой победой был поставлен мировой рекорд. Кличко провёл 25 последовательных побед нокаутом, которые все завершил в первой половине боя (до 6 раунда), и количеством раундов, затраченных на путь от новичка до чемпиона — меньше чем у Майка Тайсона.
В октябре 1999 года победил нокаутом в 3-м раунде непобеждённого Эда Махоуна. Защитил свой титул чемпиона WBO и укрепил рекорд 26-й досрочной победой в первой половине поединка. В декабре во 2-й раз защитил титул чемпиона мира, победив техническим нокаутом в 9-м раунде американца Обеда Салливана.

#### Первое поражение. Бой с Крисом Бёрдом
В апреле 2000 года Кличко встречался с Крисом Бёрдом. Изначально был запланирован поединок с известным канадским боксёром Донованом Раддоком. Но канадец был вынужден отказаться от поединка из-за обострившихся проблем со здоровьем. Замену нашли в лице американца Криса Бёрда, которого известили и предоставили возможность сразиться за чемпионский титул за 9 дней до боя. Бёрд имел хороший послужной список, но был бывшим полутяжем и был явным аутсайдером в бою с Виталием. В бою Кличко получил травму плеча. Виталий долго терпел боль, пытаясь нокаутировать Бёрда в ранних раундах. Но скорость и манёвренность более лёгкого оппонента не давали этого сделать. Боль становилась невыносимой и, неожиданно для всех зрителей, команда Кличко отказалась от продолжения боя в перерыве между 9 и 10 раундами. Победил Бёрд.

#### 2000—2002
В ноябре 2000 года, после излечения травмы, для того, чтобы вновь подняться в рейтингах, Кличко должен был провести бой против серьёзного соперника. В бою за вакантный титул чемпиона Европы EBU Виталий вышел против непобеждённого немца Тимо Хоффманна (22-0). В данном бою у Хоффманна, по мнению подавляющего большинства болельщиков и специалистов, не было ни единого шанса на победу. Виталий Кличко значительно превосходил Тимо во всех аспектах боксёрского мастерства, что полностью подтвердил ход поединка. Кличко с первого же раунда обрушил на Хоффманна град ударов. Он пытался контратаковать, несколько раз достав Виталия своими ударами. Однако число удачных эпизодов в исполнении Хоффманна было гораздо меньше по сравнению с количеством точных попаданий Кличко. Хоффманн выстоял благодаря выносливости, проиграв по очкам с разгромным счётом и не сумев, таким образом, завоевать почётное звание чемпиона Европы. Хоффман стал первым боксёром, которому удалось устоять всю дистанцию поединка против Виталия Кличко.
27 января 2001 года Кличко в бою за вакантный интерконтинентальный титул WBA в 1-м раунде за одну минуту нокаутировал американца Орлина Норриса. Кличко снова получил травму и около 10 месяцев не выходил на ринг. В конце 2001 года он нокаутировал в 11-м раунде Росса Пьюрити, который в прошлом побеждал Владимира Кличко.
В феврале 2002 года Кличко в 11-м раунде нокаутировал Вона Бина (42-2), второй раз отстоял титул интерконтинентального чемпиона. Кличко стал первым и единственным боксёром, кто сумел досрочно победить Бина. Но чистого нокаута в бою с ним не было. Рефери вмешался и прекратил поединок, учитывая одностороннее избиение со стороны украинца.

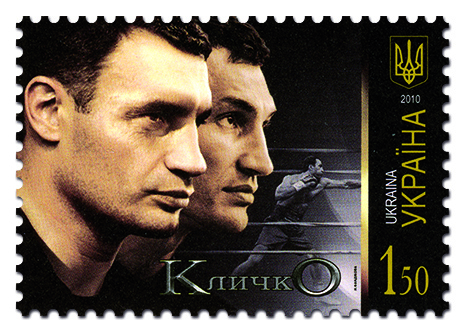
Почтовая марка Украины, 2010 год

23 ноября 2002 года в элиминаторе WBA Виталий Кличко победил нокаутом в 10-м раунде американского боксёра Ларри Дональда (39-2-2) и стал обязательным претендентом на чемпионский титул по версии WBA. Чемпион мира по этой версии Джон Руис собирался выйти на ринг против Роя Джонса, а Виталий был основным претендентом на бой с победителем. Джонс, победивший Руиса, решил не выходить против Кличко. Виталий Кличко, чтобы не терять позиции в рейтинге, решил провести ещё один рейтинговый бой с непобеждённым американцем Седриком Босвеллом. Однако Кличко представилась возможность сразиться за титул чемпиона WBC с Ленноксом Льюисом, соперник которого за 2 недели до боя получил травму. Кличко не упустил шанс и предпочёл чемпионский бой.

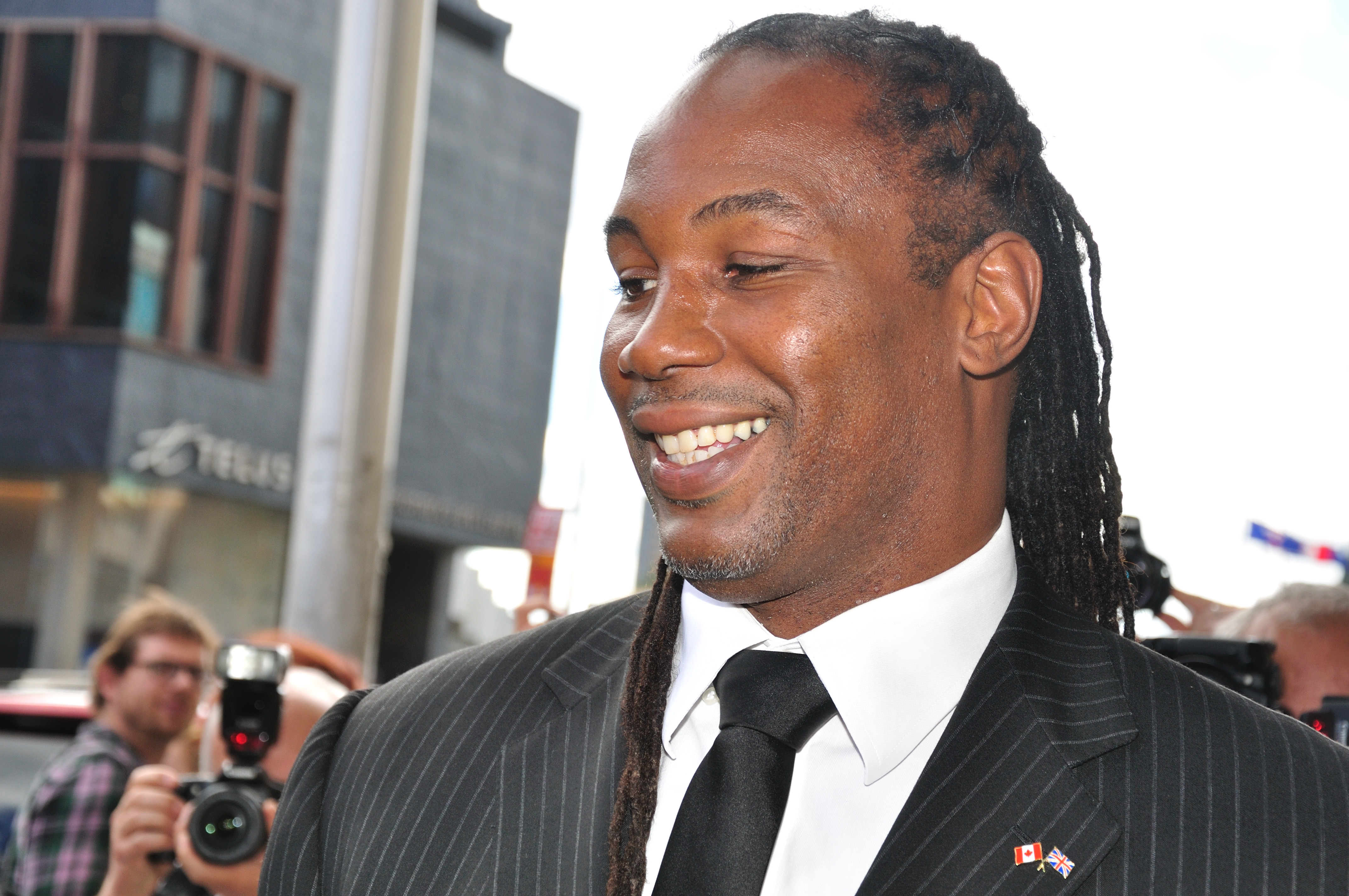
Леннокс Льюис

#### Чемпионский бой с Ленноксом Льюисом
В июне 2003 года Леннокс Льюис должен был встретиться с Кирком Джонсоном, однако за несколько недель до боя Джонсон получил травму. Замена ему была срочно найдена в лице Виталия Кличко.
Кличко удалось попасть в Льюиса в два раза больше, и даже один раз во втором раунде его потрясти. В третьем раунде Льюис головой разбил надбровную дугу Виталию. В перерыве между 6 и 7-м раундами бой остановлен. Льюису была присуждена победа техническим нокаутом. Лицо Кличко в рассечениях, но он не согласен с таким решением рефери (решение было по рекомендации врача), он требовал продолжения боя или последующего проведения матча-реванша. На судейских карточках по итогам 6-и раундов Кличко вёл 58-56.
Данный бой оставил у экспертов и болельщиков массу сомнений и споров.

#### Бой с Кирком Джонсоном
В декабре 2003 года состоялся отборочный бой за титул WBC в тяжёлом весе между Виталием Кличко и Кирком Джонсоном. В конце 2-го раунда Кличко зажал противника в углу и обрушил град ударов. Джонсон опустился на пол, но сразу же поднялся. Рефери отсчитал нокдаун. Кличко сразу бросился добивать противника, выбросил несколько ударов в челюсть и в корпус, после чего канадец вновь упал. Рефери прекратил бой, не открывая счёт. Джонсон решение не оспаривал.

Корри Сандерс

#### Чемпионский бой с Корри Сандерсом
В апреле 2004 года Кличко вышел на ринг против южноафриканца Корри Сандерса. В первом раунде левша Сандерс провёл несколько быстрых атак и контрударов. Во втором и третьем раундах Сандерс несколько раз удачно контратаковал своим фирменным ударом слева, но Виталий уверенно работал джебом и бил справа, прицельно и точно. К началу четвёртого раунда стало ясно, что Сандерс быстро теряет силы. Он резко сбавил в скорости, его ставшие медленными и излишне размашистыми удары легко просчитывались Кличко. В дальнейшем бой проходил при подавляющем преимуществе Виталия, который методично избивал Сандерса. В восьмом раунде рефери посчитал, что Корри более не способен оказывать сопротивление, и зафиксировал победу Кличко техническим нокаутом.

#### Бой с Дэнни Уильямсом
В декабре 2004 года Кличко в 8-м раунде нокаутировал британца Дэнни Уильямса. За время поединка Виталий четырежды отправлял британца на канвас. После четвёртого падения рефери прекратил бой. В течение боя Виталий Кличко выбросил 519 ударов, 296 из которых (47 %) попали в цель. Дэнни Уильямс сумел нанести всего 44 удара из 193 выброшенных (23 %).
В 2005 году украинец должен был встретиться с Хасимом Рахманом. Бои отменяли четыре раза, каждый раз из-за травмы Кличко. В декабре 2005 года после 4-й травмы Кличко объявил об уходе из бокса.

### Возвращение
В январе 2007 года было объявлено о подготовке боя с Олегом Маскаевым. Звание почётного чемпиона WBC даёт право на внеочередной бой против текущего обладателя чемпионского пояса. Однако возникла проблема с обязательным претендентом на чемпионский бой Сэмюелом Питером. В результате возникших разногласий стороны не смогли согласовать порядок проведения боя. На 22 сентября был назначен бой против Джамиля Макклайна — первый после возобновления карьеры. Но 8 сентября, во время подготовки к нему, Виталий получил травму спины и был срочно прооперирован, после чего бой был отменён.
В марте 2008 года Виталий Кличко заявил, что встретится с победителем боя чемпиона мира по версии WBC россиянина Олега Маскаева против боксёра из Нигерии Сэмюела Питера. Победителем и новым чемпионом WBC стал Питер, и Виталий был намерен с ним встретиться в июле—сентябре 2008 года.

#### Чемпионский бой с Сэмюэлем Питером
В октябре 2008 года в Германии состоялся бой между Виталием Кличко и чемпионом мира в тяжёлом весе по версии WBC нигерийцем Сэмюэлом Питером. Украинец держал противника на средней дистанции, успешно выбрасывая прицельные удары. Питер не мог сократить дистанцию. Кличко уверенно доминировал в бою. По правилам WBC, в бою действовало правило открытого счёта: после каждых четырёх раундов ринг-аннонсер оглашал судейские записки. В перерыве между 8-м и 9-м раундами после оглашения счёта судей нигериец отказался от продолжения боя. Кличко победил техническим нокаутом.
С этой победой братья Кличко поставили мировой рекорд — впервые в истории профессионального бокса два родных брата одновременно завоевали титулы чемпиона мира в сверхтяжёлом весе по версиям самых престижных мировых организаций WBC, IBF и WBO.

#### Бой с Хуаном Карлосом Гомесом
В марте 2009 года в Германии состоялся бой между Виталием Кличко и бывшим чемпионом мира в первом тяжёлом весе кубинцем Хуаном Карлосом Гомесом. Бой был напряжённый и вязкий, Гомес прорывался на ближнюю дистанцию с быстрыми сериями. Кличко понадобилось несколько раундов, чтобы приспособиться к подвижному сопернику. На протяжении боя Гомес два раза побывал в нокдауне, а также оба боксёра упали после мощной серии Кличко. Оба боксёра имели рассечения — у Гомеса — над обоими глазами, у Кличко — на голове. В 9-м раунде Кличко нокаутировал претендента.

#### Бой с Крисом Арреолой
26 сентября 2009 года Виталий Кличко встретился с американцем Крисом Арреолой, который являлся № 1 в рейтинге WBC Этот бой был санкционирован как обязательная защита пояса. Многие болельщики и эксперты скептически оценивали шансы Арреолы. Однако бой был конкурентным. Арреола постоянно шёл вперёд, давил и пытался навязать Кличко размен. Несколько раз Крис донёс до головы Виталия силовые удары. Кличко работал на отходах, действовал точно. Арреола пропускал очень много ударов. После 10 раунда тренер Арреолы принял решение снять своего бойца, чтобы сохранить ему здоровье. Крис рыдал, не скрывая слёз. Раздосадованный Арреола допустил нецензурную брань в послематчевом интервью телевидению, за что был исключён из рейтингов WBC на 6 месяцев.

#### Бой с Кевином Джонсоном
Кевин Джонсон оказался техничным спойлером. Он мастерски защищался, всячески уходил от борьбы. Кличко гонялся за Джонсоном весь бой, однако так и не сумел отправить его в нокаут. Самый острый эпизод в бою случился после окончания 12-го раунда. Джонсон сумел разозлить Виталия, в результате между ними чуть не началась потасовка. Владимир Кличко пытался успокоить Кевина, но тот оттолкнул младшего брата своего соперника. Команды бойцов сумели разрядить обстановку. Кевин Джонсон стал вторым боксёром, который сумел продержаться 12 раундов против Виталия Кличко.

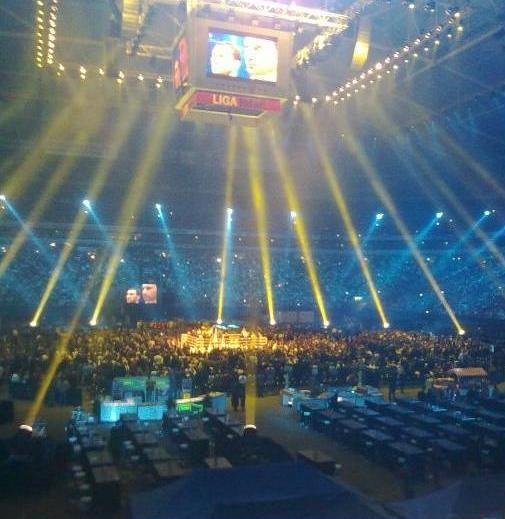
Поединок с Альбертом Сосновским

#### Бой с Альбертом Сосновским
Бой начался не очень активно. Доминирование Виталия Кличко сразу стало заметным. Сосновский хорошо держался весь бой, но время от времени пропускал мощные удары в голову. Поляк наступал, но тут же отходил, и на встречных атаках был часто наказан Виталием Кличко. В 10-м раунде измотанный Сосновский пропустил очередную серию ударов у канатов и упал. Рефери, глядя на Сосновского, прекратил бой.

#### Бой с Шенноном Бриггсом
16 октября 2010 года состоялся бой Бриггса с украинцем Виталием Кличко, чемпионом мира по версии WBC. Для Кличко это была добровольная защита титула. Кличко доминировал на протяжении всего поединка, нанеся большое количество точных ударов. Бриггс же вёл себя пассивно, не показав ничего, кроме способности держать удар. 302 из 727 ударов Кличко пришлись в цель, тогда как Бриггс нанёс всего 73 точных удара из 316 выброшенных. В конце 7 раунда Кличко смог серьёзно потрясти Бриггса, поставив его на грань нокаута, от которого его спас гонг. Начиная с 8 раунда бой фактически принял характер одностороннего избиения. Тем не менее, рефери не останавливал бой, а Бриггсу удалось продержаться все 12 раундов, ни разу не оказавшись в нокдауне. Закономерным итогом стала победа Кличко единогласным решением судей с разгромным счётом 120—105 и 120—107 (дважды). Тренер Виталия Фриц Здунек после боя заявил, что будь Бриггс его подопечным, он бы выбросил полотенце в 10 раунде. После боя Бриггс был госпитализирован в палату интенсивной терапии. Врачи диагностировали у него перелом носа, левой орбитальной кости и разрыв бицепса левой руки. Впоследствии Бриггс утверждал, что получил разрыв левого бицепса ещё в первом раунде, но не стал сообщать о травме, поскольку хотел продолжать бой. Из-за этого ему пришлось фактически драться только одной рукой, что и стало причиной столь неубедительного выступления. После этого поражения Бриггс более трёх лет не выходил на ринг.

#### Бой с Одланьером Солисом
Кубинец намеренно отдал центр ринга чемпиону, сосредоточившись на работе вторым номером и проведении быстрых контратак. Кличко боксировал в присущей ему манере, выверяя дистанцию джебом и изредка подключая правую руку. Солис, держа руки высоко, несколько раз успешно перехватил атаки соперника, проведя точные удары. Под занавес раунда Кличко удалось нанести удар справа в висок, от которого Солис завалился назад и упал на канвас. Ему с трудом удалось подняться на ноги, но рефери, доведя отсчёт до конца, дал отмашку об окончании поединка. В момент падения кубинец повредил правую ногу, о чём свидетельствуют рентгеновские снимки, продемонстрированные позже.

#### Бой с Томашем Адамеком

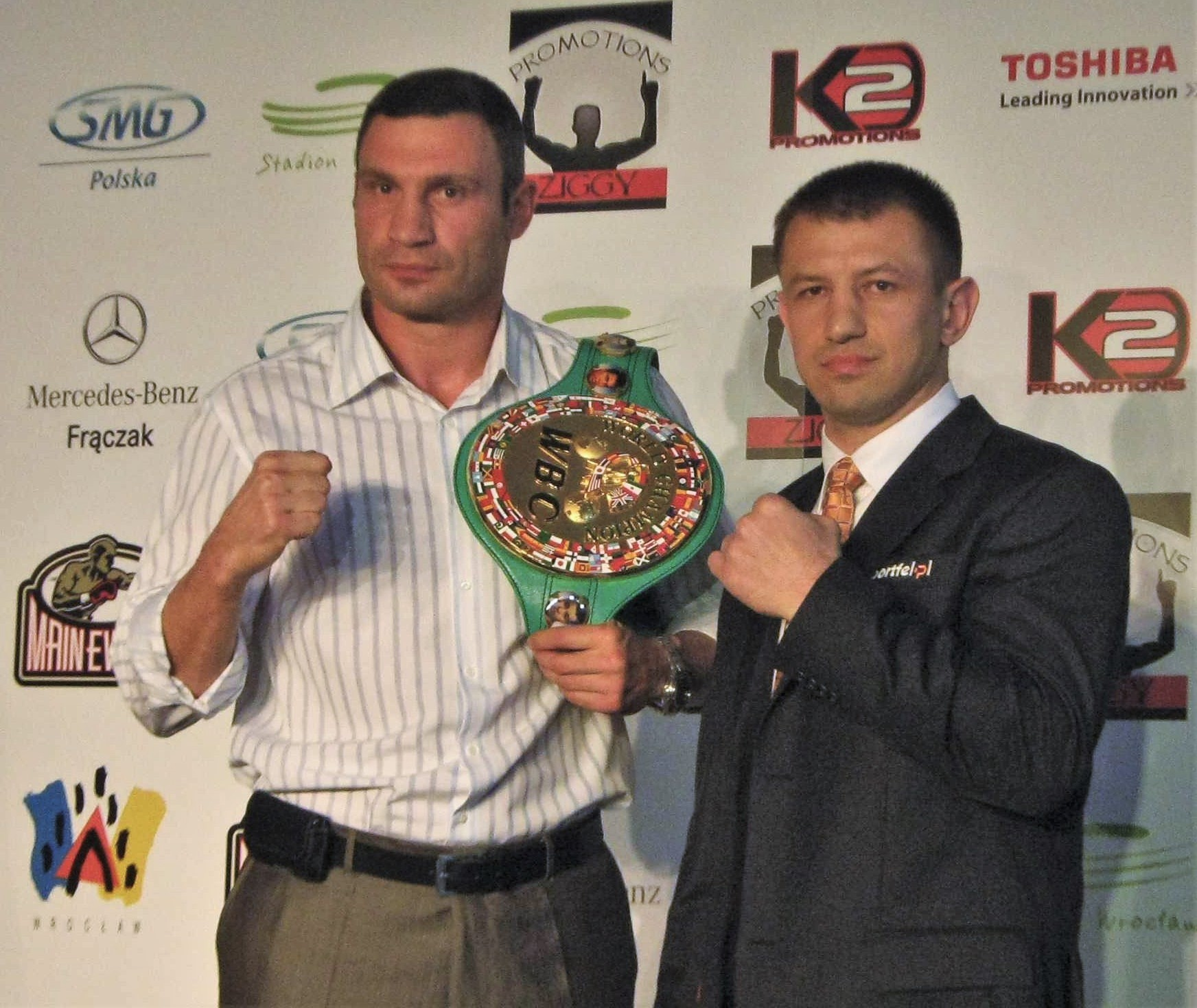
Кличко и Адамек на пресс-конференции перед боем.

Осенью 2011 года состоялся бой Виталия Кличко и поляка Томаша Адамека. В середине 2 раунда Томаш пропустил мощный удар в голову и попятился назад, но не упал. В 6 раунде Адамек побывал в нокдауне. В 10 раунде Кличко стал избивать Адамека, и рефери остановил бой. Адамек, несмотря на мощные удары Виталия, сумел продержаться почти до конца боя.

#### Бой с Дереком Чисорой
В феврале 2012 года состоялся бой Виталия Кличко против Дерека Чисоры. Всё время до боя Чисора пытался спровоцировать Кличко на драку: сначала дал пощёчину на взвешивании, затем перед боем плюнул в лицо Владимиру Кличко.
Бой вышел достаточно трудным для Виталия. Хотя он с первого раунда не оставлял в покое Дерека, в 8-м раунде стало заметно, что Виталий сильно устал. Чисора, будучи на двенадцать лет моложе, пытался прессинговать Виталия, но его стремление к лёгкой победе вымотало и его. К концу девятого раунда напор Дерека сильно уменьшился. В то же время Кличко продолжал наносить одиночные, не акцентированные и точные удары, что привело к победе по очкам. Несмотря на победу, многие обозреватели отметили, что к 40 годам Виталий заметно растерял скорость, выносливость и силу удара, что, помимо травмы, стало причиной столь упорного боя с не самым сильным из претендентов. В общем счёте Чисора выиграл 8-й и 12-й раунды, в то время как Виталий выиграл уверенно 10 из 12 раундов.

#### Бой с Мануэлем Чарром
Первоначально бой планировался в НСК «Олимпийском» в Киеве, но из-за сложностей в организации проведения пришлось искать другую арену. Перед поединком супруга Виталия, Наталья Кличко, исполнила песню «The Power of Love». В Киеве, на студии Интер, в прямом эфире поединок комментировал Леннокс Льюис.
Бой начался не очень активно: Мануэль Чарр принял работу вторым номером и сделал акцент на защиту. Но точные двойки со стороны Виталия достигали своих целей и в первом раунде. В конце второго раунда Чарр предпринял контратаку, но пропустил встречный удар и упал на канвас. Впервые за профессиональную карьеру Чарр оказался в нокдауне. Сразу прозвучал гонг. С третьего раунда преимущество Кличко нарастало. Чарр начал наступать, много работал корпусом, но в основном защищался. В четвёртом раунде левым кроссом Кличко рассёк Чарру скулу под правым глазом, что привело к обильному кровотечению. После осмотра врача рефери решил прекратить поединок.

### Таблица профессиональных поединков
В таблице перечислены результаты всех поединков боксёров.
В каждой строке указан результат поединка. Дополнительно номер поединка обозначен цветом, который обозначает итог поединка. Расшифровка обозначений и цветов представлена в нижеследующей таблице.
| Пример | Расшифровка                     |
| ------ | ------------------------------- |
|        | Победа                          |
|        | Ничья                           |
|        | Поражение                       |
|        | Планируемый поединок            |
|        | Поединок признан несостоявшимся |
| КО     | Нокаут                          |
| ТКО    | Технический нокаут              |
| PTS    | Решение судей (по очкам)        |
| UD     | Единогласное решение судей      |
| MD     | Решение большинства судей       |
| SD     | Раздельное решение судей        |
| RTD    | Отказ от продолжения боя        |
| DQ     | Дисквалификация                 |
| NC     | Поединок признан несостоявшимся |

| 47 поединков, 45 побед (41 нокаутом), 2 поражения. | 47 поединков, 45 побед (41 нокаутом), 2 поражения. | 47 поединков, 45 побед (41 нокаутом), 2 поражения. | 47 поединков, 45 побед (41 нокаутом), 2 поражения. | 47 поединков, 45 побед (41 нокаутом), 2 поражения. | 47 поединков, 45 побед (41 нокаутом), 2 поражения. | 47 поединков, 45 побед (41 нокаутом), 2 поражения. |
| Бой                                                | Рекорд                                             | Дата                                               | Соперник                                           | Место боя                                          | Результат                                          | Дополнительно |
| -------------------------------------------------- | -------------------------------------------------- | -------------------------------------------------- | -------------------------------------------------- | -------------------------------------------------- | -------------------------------------------------- | --- |
| 47                                                 | 45(41)-2                                           | 8 сентября 2012                                    | Мануэль Чарр (21-0)                                | Москва, Россия                                     | ТКО 4 (12) 2:04                                    | Титул чемпиона WBC, 9-я защита Кличко (добровольная), после повторного завоевания. Чарр в нокдауне во 2-м раунде. Рефери остановил бой по решению врача из-за опасного рассечения у Чарра. |
| 46                                                 | 44(40)-2                                           | 18 февраля 2012                                    | Дерек Чисора (15-2)                                | Мюнхен, Германия                                   | UD (12)                                            | Титул чемпиона мира WBC, 8-я защита Кличко (добровольная), после повторного завоевания. |
| 45                                                 | 43(40)-2                                           | 10 сентября 2011                                   | Томаш Адамек (44-1)                                | Вроцлав, Польша                                    | TKO 10 (12) 2:20                                   | Титул чемпиона мира WBC, 7-я защита Кличко (обязательная), после повторного завоевания. |
| 44                                                 | 42(39)-2                                           | 19 марта 2011                                      | Одланьер Солис (17-0)                              | Кёльн, Германия                                    | ТKO 1 (12) 2:59                                    | Титул чемпиона мира WBC, 6-я защита Кличко (обязательная), после повторного завоевания. |
| 43                                                 | 41(38)-2                                           | 16 октября 2010                                    | Шеннон Бриггс (51-5-1)                             | Гамбург, Германия                                  | UD (12)                                            | Титул чемпиона мира WBC, 5-я защита Кличко (добровольная), после повторного завоевания. |
| 42                                                 | 40(38)-2                                           | 29 мая 2010                                        | Альберт Сосновский (45-2-1)                        | Гельзенкирхен, Германия                            | KO 10 (12) 2:30                                    | Титул чемпиона мира WBC, 4-я защита Кличко (добровольная), после повторного завоевания. |
| 41                                                 | 39(37)-2                                           | 12 декабря 2009                                    | Кевин Джонсон (22-0-1)                             | Берн, Швейцария                                    | UD (12)                                            | Титул чемпиона мира WBC, 3-я защита Кличко (добровольная), после повторного завоевания. |
| 40                                                 | 38(37)-2                                           | 26 сентября 2009                                   | Крис Арреола (27-0)                                | Лос-Анджелес, США                                  | RTD 10 (12) 3:00                                   | Титул чемпиона мира WBC, 2-я защита Кличко (обязательная), после повторного завоевания. |
| 39                                                 | 37(36)-2                                           | 21 марта 2009                                      | Хуан Карлос Гомес (44-1)                           | Штутгарт, Германия                                 | TKO 9 (12) 1:49                                    | Титул чемпиона мира WBC, 1-я защита Кличко (обязательная), после повторного завоевания. |
| 38                                                 | 36(35)-2                                           | 11 октября 2008                                    | Сэмюэл Питер (30-1)                                | Берлин, Германия                                   | RTD 8 (12) 3:00                                    | Титул чемпиона мира WBC, 1-я защита Питера. Возвращение года по версии журнала The Ring.                                                                                                   |
| Перерыв                                            |                                                    |                                                    |                                                    |                                                    |                                                    | |
| 37                                                 | 35(34)-2                                           | 11 декабря 2004                                    | Дэнни Уильямс (32-3)                               | Mandalay Bay Resort,& Casino Лас-Вегас, США        | TKO 8 (12) 1:26                                    | Титул чемпиона мира WBC, 1-я защита Кличко (добровольная), пояс чемпиона The Ring |
| 36                                                 | 34(33)-2                                           | 24 апреля 2004                                     | Корри Сандерс (39-2)                               | Лос-Анджелес, США                                  | TKO 8 (12) 2:46                                    | Вакантный титул чемпиона мира WBC, вакантный пояс чемпиона The Ring |
| 35                                                 | 33(32)-2                                           | 6 декабря 2003                                     | Кирк Джонсон (34-1-1)                              | Мэдисон Сквер Гарден Нью-Йорк, США                 | TKO 2 (12) 2:54                                    | Элиминатор WBC. |
| 34                                                 | 32(31)-2                                           | 21 июня 2003                                       | Леннокс Льюис (40-2-1)                             | Лос-Анджелес, США                                  | TKO 6 (12) 3:00                                    | Титул чемпиона мира по версиям WBC, IBO и The Ring, 2-я защита Льюиса. Бой был остановлен из-за рассечения брови Виталия Кличко.                                                           |
| 33                                                 | 32(31)-1                                           | 23 ноября 2002                                     | Ларри Дональд (39-2-2)                             | Дортмунд, Германия                                 | TKO 10 (12) 2:35                                   | Элиминатор WBA, пояс интерконтинентального чемпиона WBA, 3-я защита Кличко |
| 32                                                 | 31(30)-1                                           | 8 февраля 2002                                     | Вон Бин (42-2)                                     | Брауншвейг, Германия                               | TKO 11 (12) 1:40                                   | Пояс интерконтинентального чемпиона WBA, 2-я защита Кличко |
| 31                                                 | 30(29)-1                                           | 8 декабря 2001                                     | Росс Пьюрити (28-14-3)                             | Оберхаузен, Германия                               | TKO 11 (12) 1:16                                   | Пояс интерконтинентального чемпиона WBA, 1-я защита Кличко |
| 30                                                 | 29(28)-1                                           | 27 января 2001                                     | Орлин Норрис (51-6)                                | Мюнхен, Германия                                   | KO 1 (12) 1:09                                     | Вакантный пояс интерконтинентального чемпиона WBA |
| 29                                                 | 28(27)-1                                           | 25 ноября 2000                                     | Тимо Хоффманн (22-0)                               | Ганновер, Германия                                 | UD (12)                                            | Вакантный пояс чемпиона Европы EBU |
| 28                                                 | 27(27)-1                                           | 1 апреля 2000                                      | Крис Бёрд (30-1)                                   | Берлин, Германия                                   | RTD 9 (12) 3:00                                    | Титул чемпиона WBO, 3-я защита Кличко. Кличко получил травму плеча. |
| 27                                                 | 27(27)-0                                           | 11 декабря 1999                                    | Обед Салливан (34-5-1)                             | Гамбург, Германия                                  | RTD 9 (12) 3:00                                    | Титул чемпиона мира WBO, 2-я защита Кличко. |
| 26                                                 | 26(26)-0                                           | 9 октября 1999                                     | Эд Махоун (21-0-2)                                 | Оберхаузен, Германия                               | TKO 3 (12) 1:45                                    | Титул чемпиона мира WBO, 1-я защита Кличко. |
| 25                                                 | 25(25)-0                                           | 26 июня 1999                                       | Херби Хайд (31-1)                                  | Лондон, Великобритания                             | KO 2 (12) 1:14                                     | Титул чемпиона мира WBO, 4-я защита Хайда. |
| 24                                                 | 24(24)-0                                           | 20 февраля 1999                                    | Исмаель Йола (11-2)                                | Гамбург, Германия                                  | TKO 2 (12) 1:30                                    | Титул чемпиона Европы EBU, 2-я защита Кличко |
| 23                                                 | 23(23)-0                                           | 5 декабря 1998                                     | Франческо Спинелли (19-4)                          | Киев, Украина                                      | TKO 1 (12) 1:49                                    | Титул чемпиона Европы EBU, 1-я защита Кличко |
| 22                                                 | 22(22)-0                                           | 24 октября 1998                                    | Марио Шиссер (36-3-1)                              | Гамбург, Германия                                  | TKO 2 (12) 2:00                                    | Вакантный титул чемпиона Европы EBU |
| 21                                                 | 21(21)-0                                           | 11 августа 1998                                    | Рикардо Кеннеди (14-6-1)                           | Майами, США                                        | TKO 1 (8) 1:31                                     | |
| 20                                                 | 20(20)-0                                           | 5 июня 1998                                        | Хосе Рибальта (38-14-1)                            | Вандсбек, Германия                                 | TKO 2 (8) 2:31                                     | |
| 19                                                 | 19(19)-0                                           | 2 мая 1998                                         | Дикки Райан (46-3)                                 | Любек, Германия                                    | TKO 5 (12)                                         | Вакантный титул интерконтинентального чемпиона мира WBO |
| 18                                                 | 18(18)-0                                           | 18 апреля 1998                                     | Джулиус Фрэнсис (18-6)                             | Ахен, Германия                                     | TKO 2 (12)                                         | |
| 17                                                 | 17(17)-0                                           | 20 марта 1998                                      | Леви Биллупс (21-16-1)                             | Франкфурт, Германия                                | KO 2 (10)                                          | |
| 16                                                 | 16(16)-0                                           | 7 марта 1998                                       | Луис Монако (7-11-2)                               | Кёльн, Германия                                    | KO 3 (10)                                          | |
| 15                                                 | 15(15)-0                                           | 30 января 1998                                     | Албен Белински (5-0)                               | Мюнхен, Германия                                   | KO 2 (8)                                           | |
| 14                                                 | 14(14)-0                                           | 17 января 1998                                     | Маркус Роуд (20-7)                                 | Берлин, Германия                                   | TKO 2 (10)                                         | |
| 13                                                 | 13(13)-0                                           | 20 декабря 1997                                    | Энтони Виллис (16-6)                               | Оффенбург, Германия                                | KO 5 (8)                                           | |
| 12                                                 | 12(12)-0                                           | 29 ноября 1997                                     | Герман Дельгадо (12-8-1)                           | Даксланден, Германия                               | TKO 3 (8)                                          | |
| 11                                                 | 11(11)-0                                           | 8 ноября 1997                                      | Джильберто Уильямсон (4-3-3)                       | Франкфурт, Германия                                | KO 6 (8) 2:50                                      | |
| 10                                                 | 10(10)-0                                           | 4 октября 1997                                     | Уилл Хилтон (16-11-1)                              | Ганновер, Германия                                 | KO 2 (6)                                           | |
| 9                                                  | 9(9)-0                                             | 14 июня 1997                                       | Джимми Хайнес (10-5-1)                             | Ахен, Германия                                     | KO 2 (6)                                           | |
| 8                                                  | 8(8)-0                                             | 10 мая 1997                                        | Кливеланд Вудс (14-11)                             | Франкфурт, Германия                                | KO 2 (6) 2:16                                      | |
| 7                                                  | 7(7)-0                                             | 12 апреля 1997                                     | Деррик Родди (17-11)                               | Ахен, Германия                                     | TKO 2 (6) 2:14                                     | |
| 6                                                  | 6(6)-0                                             | 8 марта 1997                                       | Кэлвин Джонс (20-15)                               | Кёльн, Германия                                    | KO 1 (6) 2:58                                      | |
| 5                                                  | 5(5)-0                                             | 22 февраля 1997                                    | Трой Робертс (8-3)                                 | Вандсбек, Германия                                 | KO 2 (6)                                           | |
| 4                                                  | 4(4)-0                                             | 25 января 1997                                     | Майк Экли (11-12-1)                                | Штутгарт, Германия                                 | KO 1 (6) 0:32                                      | |
| 3                                                  | 3(3)-0                                             | 21 декабря 1996                                    | Брайен Сарджент (9-8)                              | Франкфурт, Германия                                | TKO 2 (6) 1:08                                     | |
| 2                                                  | 2(2)-0                                             | 30 ноября 1996                                     | Франтишек Сумина (2-17)                            | Винер-Нойштадт, Австрия                            | TKO 1 (4) 1:12                                     | |
| 1                                                  | 1(1)-0                                             | 16 ноября 1996                                     | Тони Брэдхем (6-3)                                 | Вандсбек, Германия                                 | KO 2 (4) 1:14                                      | Профессиональный дебют. |

## Политическая деятельность
Советник президента Украины:
- назначен 5 марта 2005 (вне штата)[48]
- уволен 9 октября 2006 (вне штата)[49]
- назначен 13 октября 2006[50]
- уволен 7 ноября 2008[51]

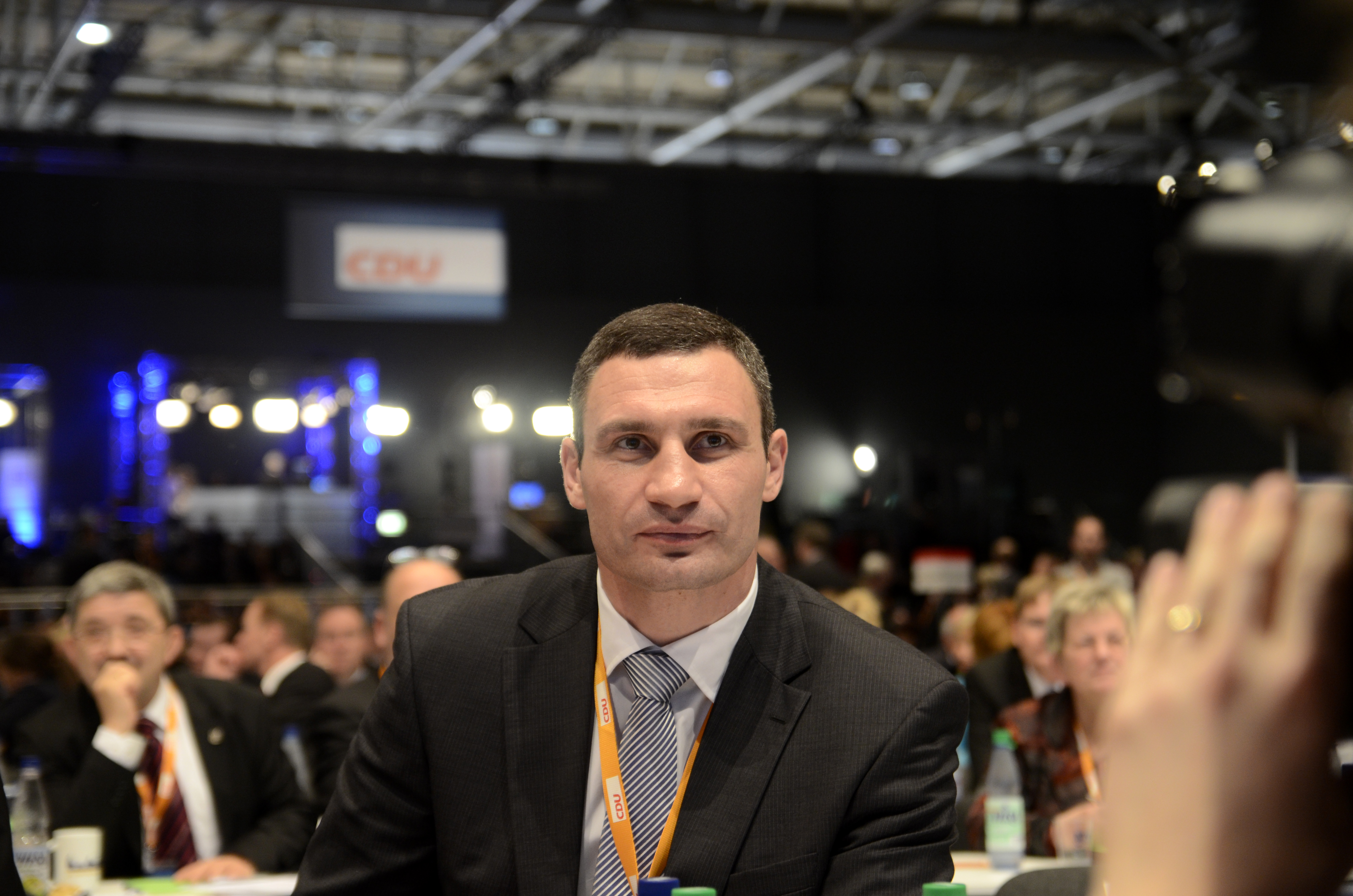
Виталий Кличко на съезде немецкой партии ХДС 4 декабря 2012 года.

Депутат Киевского городского совета, глава фракции Партии «УДАР Виталия Кличко» (2010—2015), член постоянной комиссии по вопросам местного самоуправления, региональных и международных связей; глава правления Благотворительного фонда «Фонд братьев Кличко» (с августа 2003); член НОК Украины (с июня 2005); учредитель, член правления Международного фонда содействия развитию спорта «Спорт-XXI век» (с июля 1998).
В марте 2006 года Виталий Кличко одновременно баллотировался в Верховную Раду и Киевсовет как лидер Блока «Пора—ПРП», а также боролся за пост городского головы Киева. На выборах городского головы Киева (2006) занял второе место, получив 341249 голосов избирателей, или 23,7 % от всех проголосовавших. На парламентских выборах блок «Пора—ПРП» не преодолел 3 % барьер, получив 1,47 %.
В 2008 году на досрочных выборах городского головы Киева получил 205316 голосов, что составляет 17,97 % от принимавших участие в голосовании.
24 апреля 2010 года политическая партия «Новая Страна» (укр. Нова Країна) была переименована в партию УДАР (Украинский Демократический Альянс за Реформы), которую возглавил Виталий Кличко.
С 2014 года — городской голова Киева.
В октябре 2020 года участвовал в выборах городского головы Киева, получил победу ещё в первом туре: за него проголосовало больше половины жителей столицы.

## Политическая карьера

### Киевский городской совет
На внеочередных выборах в Киевский городской совет в 2008 году «Блок Виталия Кличко», в который вошли Народный рух Украины, партия «Европейская столица» и партия «Украинская социал-демократы», набрал 10,61 % или 122243 голосов избирателей. Через некоторое время из Блока Виталия Кличко вышли Лев Парцхаладзе, Д. Андриевский, П. Деминский, А. Миргородский, И. Плачков.
13 октября 2009 года в Киевраде произошла потасовка с участием В. Кличко. Фракция «Блока Виталия Кличко» в Киевском городском совете, блокируя трибуну, требовала в Шевченковском районном суде Киева признать неправомерным проведение сессии совета 13 и 14 октября. На помощь фракции блока Черновецкого пришли народные депутаты «Партии Регионов»: чемпионы по борьбе Тедеев и баскетболу Волков. Но и это не отпугнуло чемпиона по боксу. Кличко угрожал политическим оппонентам применением силы.

### Верховная рада Украины

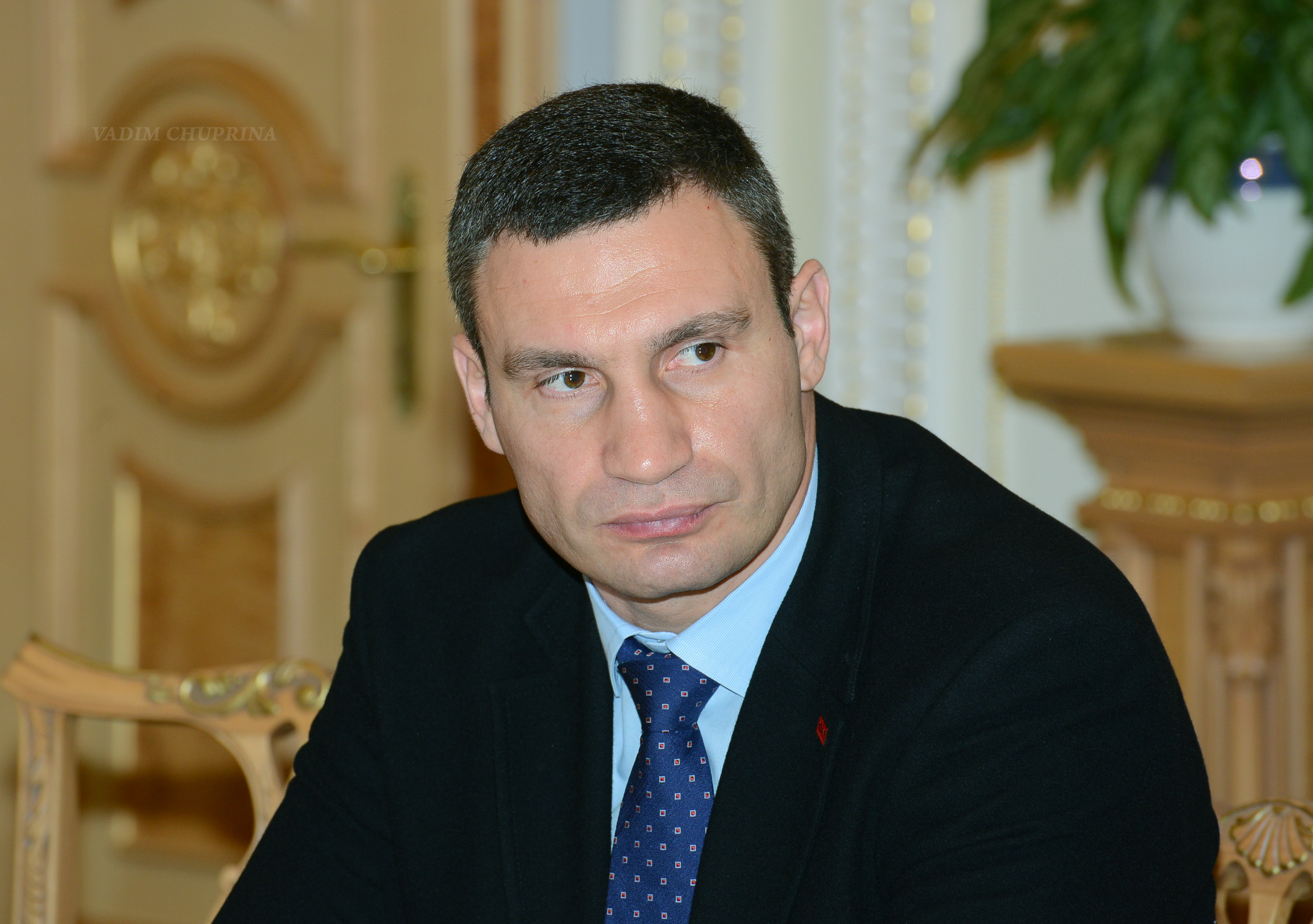
Виталий Кличко в Верховной раде Украины

В октябре 2012 года Партия Виталия Кличко «УДАР» на парламентских выборах получила 42 депутатских мандата, а сам Кличко возглавил фракцию. Член Комитета Верховной Рады Украины по вопросам государственного строительства и местного самоуправления.
19 апреля 2013 года оппозиционные фракции пытались отправить в отставку премьер-министра Николая Азарова, лидер фракции «УДАР» Виталий Кличко в это время был в Германии. Он был в городе Варштайн на вручении 5 автомобилей марки «Mercedes-Benz», которые пивоварня «Варштайнер» разыгрывала среди пьющих пиво. В Верховной Раде Виталий Кличко заявил журналистам, что отсутствовал в Верховной Раде в этот день «по семейным обстоятельствам».

### Президентские выборы 2014 года
Сторонниками партии Виталия Кличко «УДАР» становятся партии «Батькивщина» и радикально-националистическое Всеукраинское объединение «Свобода». В мае 2013 года они договорились о совместных действиях на предстоящих выборах и о выдвижении единого кандидата в президенты.
14 августа 2013 года во время встречи с главой Всемирного боксёрского совета Хосе Сулейманом боксёр заявил, что планирует выставить свою кандидатуру на предстоящих президентских выборах.
По некоторым данным имеет вид на жительство в США и Германии. На вопросы об этом, сам Кличко не отвечал. 27 января 2014 года, по иску депутата Одесского облсовета от фракции «Батькивщина», Окружной административный суд города Киева принял постановление, в которым обязал Виталия Кличко ответить, есть ли у него право постоянного проживания в этих странах. В случае подтверждения этих данных, в выборах 2015 года не сможет принять участие.
24 октября 2013 года Кличко подтвердил, что у него есть вид на жительство в Германии и он будет баллотироваться в президенты.
29 марта 2014 года Кличко уступил поход в президенты Порошенко на предстоящих президентских выборах.
В начале марта 2014 года ряд информационных агентств и СМИ сообщили об имевшем место в 1990-е годы тесном сотрудничестве Виталия Кличко и его брата Владимира с лидером одной из самых жестоких бандитских группировок, правивших Киевом в 1990-х годах — ОПГ Виктора Рыбалко («Рыбки»).
Неожиданно для всех, на съезде партии УДАР 29 марта 2014 года Виталий Кличко отказался от участия в предстоящих выборах. Сообщил о поддержке кандидатуры Петра Порошенко и о своём участии в выборах городского головы Киева. 29 мая исполняющий обязанности президента Украины, председатель Верховной Рады Александр Турчинов заявил, что лидер партии «УДАР» и одноимённой парламентской фракции Виталий Кличко победил на выборах городского головы Киева. 5 июня Верховная Рада досрочно прекратила полномочия народного депутата Украины Виталия Кличко. Заявление Кличко о сдаче мандата поддержало 255 парламентариев при необходимом минимуме в 226 голосов.

### Уголовное дело
В 2013 году в г. Днепропетровск погиб Андрей Нечепуренко в элитном клубе отдыха Senator Beach Club. Во время ночной прогулки на катере молодой человек в состоянии алкогольного опьянения будто упал за борт и попал под винты. Однако не исключается версия, что Нечепуренко оказаться за бортом в результате конфликта с соратником Кличко по партии УДАР Артуром Палатных и Руслан Олексенк
Кличко позже стал фигурантом криминального дела. Уголовное производство по делу о совершении умышленного убийства Андрея Нечепуренко осуществляла старший прокурор Генеральной прокуратуры Украины Наталья Поклонская. Также дело было взято на особый контроль Главным следственным управлением МВД Украины.

### Евромайдан

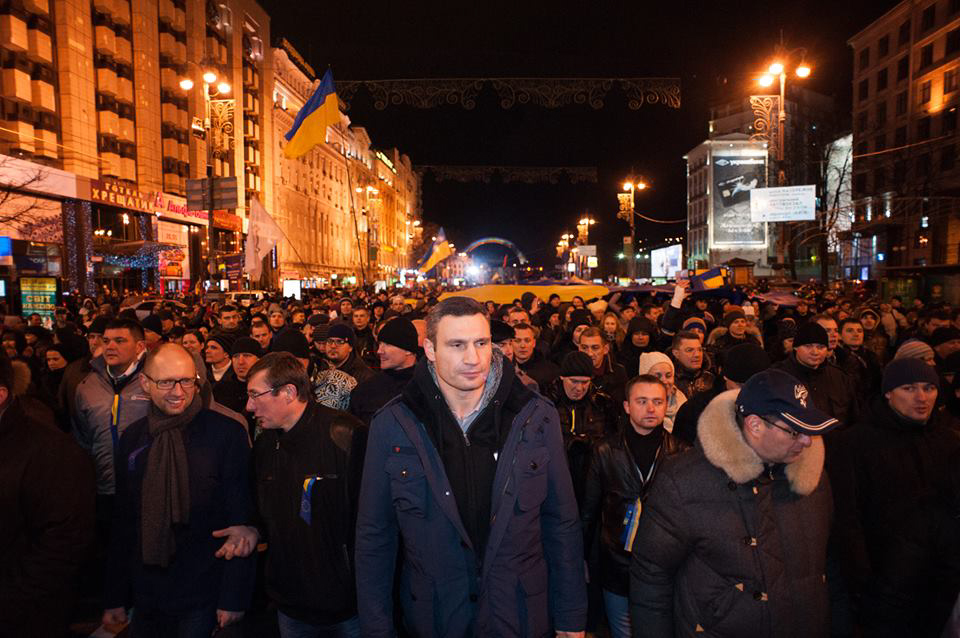
Во главе протеста на Евромайдане. 30 ноября 2013 года

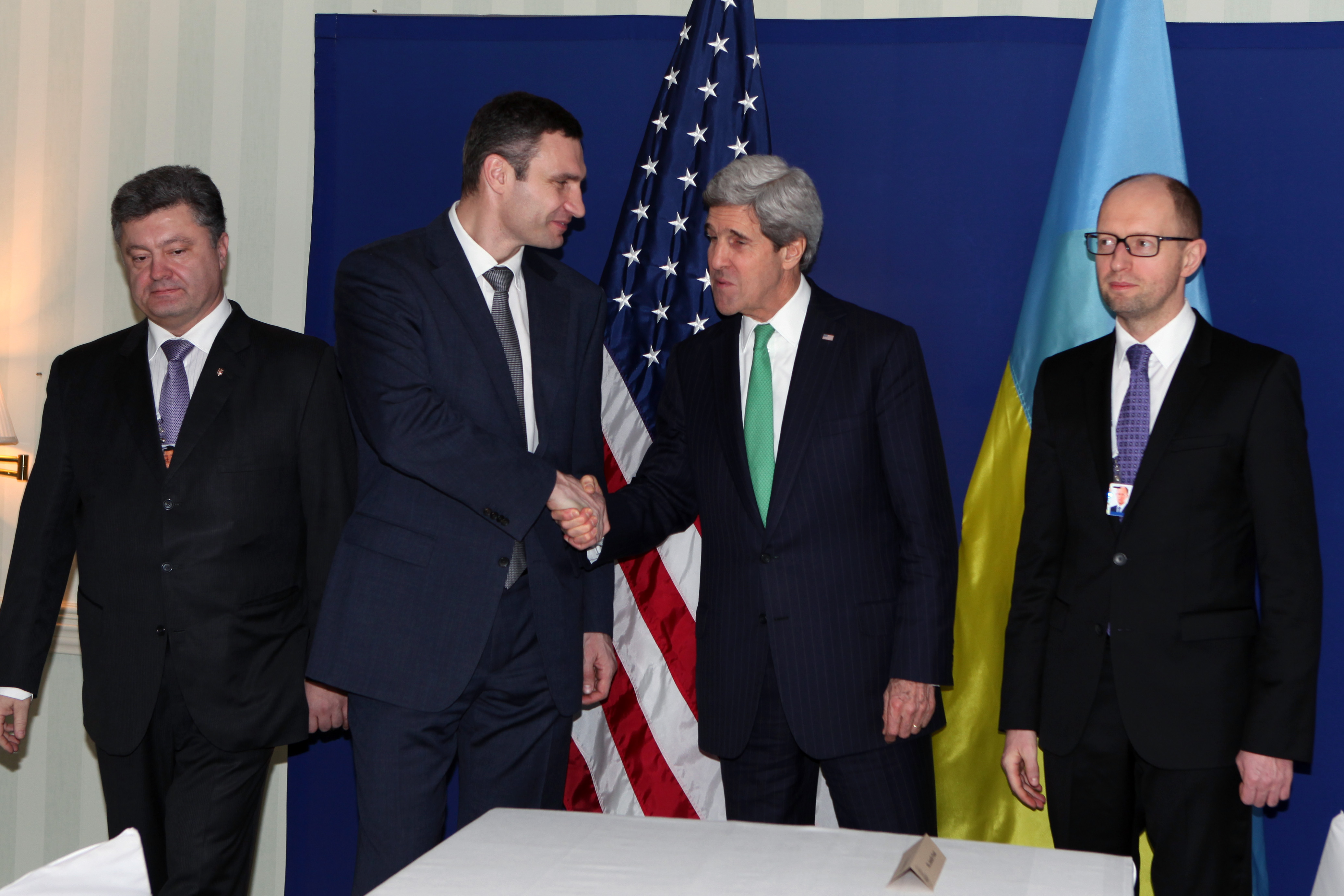
С государственным секретарём США Джоном Керри, 1 февраля 2014 года

В ноябре 2013 года, накануне Евромайдана, Кличко дважды посещал Париж для консультаций с МИД Франции Лораном Фабиусом. В конце ноября совместно с Арсением Яценюком («Батькивщина») и Олегом Тягнибоком («Свобода») возглавил массовые акции протеста в стране.
30 декабря Виталий Кличко подал заявку в «Укрпатент» о регистрации на себя торговой марки «Евромайдан».
25 января 2014 года президент Украины Виктор Янукович предложил Виталию Кличко занять должность вице-премьера по гуманитарным вопросам. От предложения Кличко отказался, аргументировав отказ нежеланием президента идти на уступки.
1 февраля, вместе с другими лидерами оппозиции, принял участие в Мюнхенской конференции, где имел встречи с Генеральным секретарём ООН Пан Ги Муном, государственным секретарём США Джоном Керри и европейскими чиновниками.
21 февраля Виталий Кличко со стороны оппозиции подписал Соглашение об урегулировании кризиса с президентом Украины Виктором Януковичем.

### Киевский городской голова
В 2014 году Виталий Кличко принимал участие в выборах киевского городского головы от партии «УДАР», в ходе которых занял первое место, за его кандидатуру проголосовало 765 020 избирателей (56,70 %). 25 июня указом 556/2014 президента Украины Петра Порошенко был назначен главой Киевской горгосадминистрации. 9 июля Виталий Кличко презентовал «Программу первоочередных шагов городского головы Киева», реализовать которую он намерен в ближайшие полтора года. Она состоит из 5 направлений: борьба с коррупцией, оптимальное и прозрачное использование бюджета, привлечение инвестиций, повышение комфорта и безопасности жизни в городе, публичность в принятии решений и поддержание постоянного диалога с горожанами.
Первым шагом Виталия Кличко на посту городского головы Киева было объявление войны нелегальным Малым архитектурным формам (МАФам) и ларькам, которые не платят налоги в бюджет столицы.
Временное отключение горячей воды было принято из-за прекращения РФ газоснабжения Украины, начиная с 16 июня, после чего в Киеве начали отключать горячую воду с целью экономии газа для обогрева квартир зимой.
28 августа 2015 года Виталий Кличко вступил в партию «Блок Петра Порошенко „Солидарность“». За соответствующий проект решения единогласно проголосовали 60 из 68 делегатов второго этапа 12 внеочередного съезда партии «Блок Петра Порошенко „Солидарность“», который проходил совместно с партией Украинский «демократический альянс за реформы (УДАР) Виталия Кличко». Кроме того, делегаты проголосовали за вступление в партию БПП 18 членов партии «УДАР». Тогда же партия «Блок Петра Порошенко „Солидарность“» избрала своим председателем Виталия Кличко. Делегаты съезда проголосовали по предложению Луценко за прекращение его полномочий как председателя партии и центрального совета партии и избрали на эти должности Кличко.
23 сентября Киевская городская территориальная избирательная комиссия зарегистрировала действующего городского голову Киева, председателя Киевской городской государственной администрации Виталия Кличко кандидатом в городские головы Киева на местных выборах 25 октября. В первом туре он занял 1-е место, набрав 40,57 % голосов избирателей (353 312 чел.), также был избран депутатом Киевского городского совета под первым номером по списку «БПП-Солидарность». Во втором туре Кличко был переизбран городским головой, набрав 64,1 % голосов избирателей (392614 чел.).

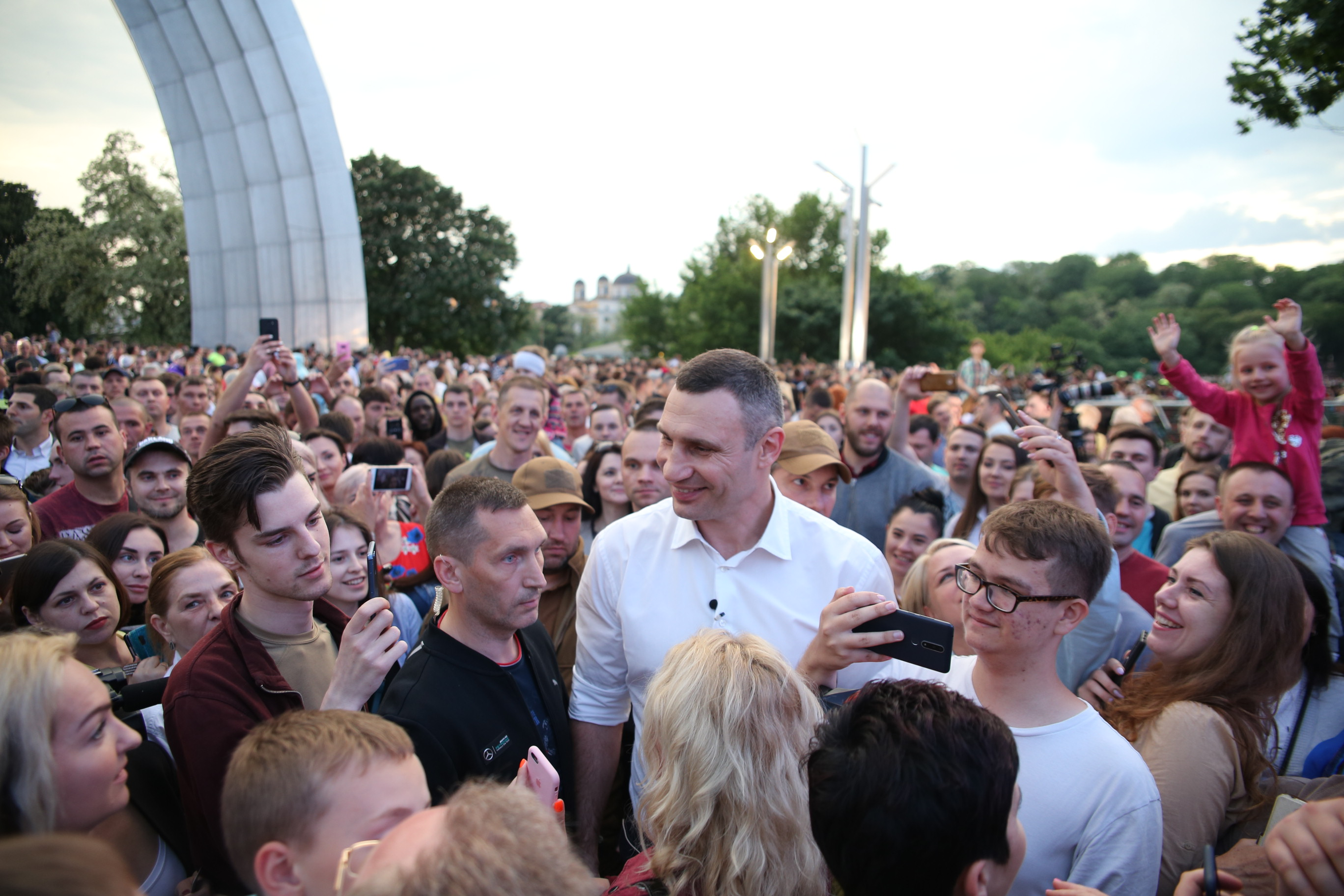
Открытие пешеходно-велосипедного моста в Киеве, 25 мая 2019 года

26 мая 2016 года Виталий Кличко сообщил о своём решении сложить полномочия председателя партии "Блок Петра Порошенко «Солидарность» и написал заявление о сложении полномочий. "Хочу сообщить, что, поскольку по закону нельзя совмещать должность главы администрации и председателя или члена политической партии, я написал заявление о сложении полномочий председателя «Солидарности», — заявил он на заседании Киевсовета.
В марте 2018 года тройку лучших городских голов по версии журнала «Корреспондент» составили городской голова Киева Виталий Кличко, городской голова Винницы Сергей Моргунов и городской голова Днепра Борис Филатов.
24 июля 2019 года Офис президента Украины Владимира Зеленского инициировал увольнение Кличко. 4 сентября 2019 года Правительство Украины одобрило увольнение Кличко с поста главы Киевской администрации.
30 мая 2020 года в эфире Радио НВ сообщил о решении в третий раз баллотироваться на должность главы Киева. 5 июня сообщил о выдвижении на пост городского головы от «УДАРа», отказавшись от предложения «Европейской солидарности» Петра Порошенко стать её кандидатом на должность городского головы и возглавить список партии на выборах в Киевский городской совет. 16 сентября Европейская солидарность поддержала кандидатуру действующего градоначальника.
Осенью 2020 года Кличко выиграл выборы мэра Киева, набрав 50,52 %, за него свои голоса отдали более 365 тысяч киевлян.

### Критика
С самого момента своего избрания на пост городского головы Кличко подвергался критике со стороны предпринимателей и владельцев малых архитектурных форм (МАФ), которые обвиняли его в содействии представителям крупного бизнеса, так в 2014 году появилась новость о том, что Кличко решил ликвидировать КП «Владимирский рынок», КП «Житний рынок», КП «Бессарабский рынок», и передать их имущественные комплексы в концессию. Некоторые работники и арендаторы рынков сразу предположили, что делается это с целью передачи комплексов в руки близких столичному градоначальнику людей и организации там оптовых сельскохозяйственных предприятий.
В начале 2015 года Виталий Кличко стал продвигать тему необходимости очистки столичной воды и даже пообещал, что вскоре воду можно будет пить прямо из-под крана. Портал «Наші Гроші» по этому поводу высказывал предположение о том, что столичный городской голова на самом деле продвигает немецкий бренд Redo Water Systems. Такие предположения возникли в связи с участием компании в спорном тендере от «Киевводоканала» на очищение киевской воды. «Компания Redo может стать эксклюзивным поставщиком оборудования очистки воды для насосных станций на сумму 29 млн гривен» — указывали на портале. Столичного градоначальника с Redo Water Systems журналисты связывают также по причине похвальных высказываний последнего о компании, посещения им в 2013 году производства фирмы, через ряд близких городскому голове персон и из-за столичного пятизвёздочного отеля «11 Mirrors», который открывал боксёр и куда Redo поставили своё оборудование.
Во время деятельности в столице Кличко и его администрации разыгрался скандал с депутатами Киевсовета, заявивших, что их выгоняют из комиссий, которые занимаются вопросами оформления документов на размещение и продление работы МАФов.
Резонанс приобрело и решение городского головы Киева от 7 июня 2014 года, которым тот отдал посёлку Коцюбинское более 3,5 тысячи гектаров площади Киева, что послужило причиной для обвинений со стороны столичных активистов в адрес градоначальника в том, что он «сдал» Беличанский лес.
Несмотря на всю серьёзность, с которой городской голова Киева говорит о незаконных застройках и борьбу с ними, депутаты Киевсовета в своих запросах на имя Кличко настаивают: после ухода градоначальника со стройплощадок застройщики продолжают свою работу. Подобное обращение написал, например, депутат КГГА Владимир Гончаров, настаивая на проверке мероприятий по остановке застройки по ул. Здолбуновская, 11а.
В марте—апреле 2017 года в Киеве представители объединения «Сила громад» совместно с активистами и предпринимателями провели акцию по сбору подписей за отставку городского головы. В результате было собрано почти 118 тысяч подписей, что составляет более 10 % от общего количества избирателей Киева. Но городской голова никак даже не прокомментировал данную акцию, а местная ТВК полностью проигнорировала решение граждан.
В процессе сбора подписей представители объединения «Сила Громад» неоднократно заявляли о попытках введения тотальной цензуры в СМИ и построения Кличко тоталитарной системы управления в городе Киеве.
В мае 2021 года Главное управление Государственной фискальной службы Украины сообщило о проведении более 30 обысков в коммунальных предприятиях Киева, департаментах Киевской городской государственной администрации, а также дома у соратников Виталия Кличко. Причины проведения следственных мероприятий были связаны с уклонением от уплаты налогов и злоупотреблением полномочиями. Комментируя обыски, президент Украины Владимир Зеленский назвал оправданными следственные действия, заявив, что администрации Киева «не надо было красть деньги».
Особую известность Виталию Кличко принесли его забавные оговорки в эфире телевизионных передач и интервью, многие из которых стали интернет-мемами. Одной из наиболее ранних и самых известных стала цитата «А сегодня в завтрашний день не все могут смотреть. Вернее, смотреть могут не только лишь все, мало кто может это делать», которая прозвучала 22 ноября 2013 года в эфире программы "Шустер Live на украинском телеканале «Интер». В 2020 году Кличко выпустил иллюстрированный сборник под названием «Далее будет. Я не молчу», куда вошли четырнадцать наиболее известных его оговорок.

## Образование
- Переяслав-Хмельницкий педагогический институт (1995);
- Аспирантура Национального университета физического воспитания и спорта Украины;
- Защитил диссертацию «Методика определения способностей боксёров в системе многоэтапного спортивного отбора» (Национальный университет физического воспитания и спорта Украины, февраль 2000)[108].
- Окончил Национальную академию госуправления при Президенте Украины. Получил степень магистра по специальности «Управление общественным развитием».

## Финансовое положение
Виталий с 2008 года вместе с братом «являются лицами» фитнес-клуба McFit (с доходом €1 млн на брата).
Изначально В. Кличко отказался обнародовать свои доходы за 2011 год, но потом всё же это сделал. В. Кличко за 2011 год заработал 4,726 миллиона долларов США (на территории США), a на территории Украины официального дохода не имел. В апреле 2013 года в газете Верховной Рады Украины «Голос Украины» была обнародована декларация Виталия Кличко о доходах за 2012 год.
В 2012 году В. Кличко заработал суммарные доходы внутри страны в размере 11 204 гривен, а за пределами Украины (в Германии) за 2012 год заработал $5 миллионов. Все заработанные на Украине деньги (11 204 гривен) он перечислил в детский дом «Ромашка». В то же время, общественная организация «Антикоррупционный совет Украины» отмечает, что Кличко не задекларировал доходы и имущество членов семьи.
Братьям Кличко принадлежит отель «11 зеркал» на ул. Б. Хмельницкого (Киев), который был открыт в 2012 году. Отель расположен в 100 метрах от дома, где живёт Виталий.

## Семья
- Отец — Владимир Родионович Кличко (24 апреля 1947 — 13 июля 2011, Киев) — военный атташе посольства Украины в Германии и НАТО, генерал-майор[117]. Родился в семье сотрудника милиции, в прошлом начальника паспортного стола села Вильшаны Черкасской области Украинской ССР Родиона Петровича Кличко и учительницы  начальных классов Тамары Ефимовны Кличко (урождённой Этинзон[118]), родом из Смелы Черкасской области и выпускницы Корсунского педагогического училища. Во время немецкой оккупации Смелы Родион Петрович укрывал свою жену в подполье, в то время как её семья погибла в гетто и умер их старший сын Владимир[119]. 30 ноября 1943 года был убит родной брат Тамары Ефимовны Кличко — Анатолий Ефимович Этинзон[120][121].

После войны они уехали в Казахстан, где родился Владимир и две дочери — Раиса и Анна. Владимир Кличко окончил лётное училище, служил в Чехословакии, Киргизии, Казахстане, Прибалтике, в звании полковника авиации участвовал в ликвидации последствий аварии на Чернобыльской атомной электростанции. Последние годы жизни в звании генерал-майора Военно-воздушных сил Украины был военным атташе при посольстве Украины в Германии и НАТО (Ремаген).
- Мать — Надежда Ульяновна Кличко (урождённая Булыно) (род. 30 июля 1949) — учительница начальных классов.
- Младший брат — Владимир Владимирович Кличко — бывший профессиональный боксёр.

### Личная жизнь
- Жена (с 26 апреля 1996[125]) Наталья Валерьевна Кличко (урождённая Егорова)[125], родилась 26 февраля 1974 года, — в прошлом спортсменка, занималась гимнастикой и синхронным плаваньем, фотомодель, живёт в Гамбурге, певица[126][127].
  - сын Егор-Дэниел (Егор Кличко) (род. 16 мая 2000)[127], имя Егор выбрано в связи с тем, что девичья фамилия матери Егорова[128].
  - дочь Елизавета-Виктория (Лиза Кличко) (род. 24 ноября 2002)[127], имя Виктория выбрано потому, что в день рождения дочери отец одержал одну из побед[128].
  - сын Максим-Александр (Максим Кличко) (род. 1 апреля 2005), в честь немецкого боксёра Макса Шмеллинга[126][127].

Егор живёт в Майами, США, младшие дети учатся в Международной школе Гамбурга, дети родились в США и у них американское гражданство.

## Фильмография
| Год  |   | Русское название                        | Оригинальное название            | Роль  |
| ---- | - | --------------------------------------- | -------------------------------- | ----- |
| 2007 | ф | Очень новогоднее кино, или Ночь в музее | Оригинальное название неизвестно |       |
| 2009 | ф | Мистер Кличко                           | Мистер Кличко                    | камео |
| 2011 | ф | Кличко                                  | Klitschko                        |       |

## Награды и звания
- Орден «За заслуги» ІІІ степени (23 сентября 1999)[129]
- Орден «За мужество» I степени (26 апреля 2004)[130]
- Почётная грамота Кабинета Министров Украины (22 мая 2004)[131]
- Герой Украины со вручением ордена Державы (31 декабря 2004) — за выдающиеся личные заслуги перед Украинским государством в развитии спорта, исключительные спортивные достижения, подъём международного престижа отечественного бокса
- Государственный служащий 5 ранга (февраль 2007)
- Орден «За заслуги» I степени (16.10.2008) — за выдающиеся достижения в спорте, получение чемпионского титула в супертяжёлой категории профессионального бокса, проявленное мужество, самоотверженность и волю к победе, подъём авторитета Украины в мире[132]
- Кавалерский крест ордена «За заслуги перед Федеративной Республикой Германия» (2010) за волонтёрскую работу с молодёжью[133] (был вручён в Киеве[134])
- Президентский орден «Сияние» (Грузия, 2013)[135]
- Почётный гражданин Варшавы (2022)[136]
- Наградное оружие — револьвер ALFA 3541 (31 июля 2014)[137].
- Премия M100 Media Award (Потсдам, Германия, 12 сентября 2014) за вклад в развитие и укрепление украинского демократического движения, а также за усилия по мирному решению конфликтных ситуаций и недопущению силового противостояния.
- Премия имени Конрада Аденауэра (апрель 2015[138]).
- Премия имени Хермана Элерса — за неустанную самоотдачу в борьбе за свободную и демократическую Украину и за упрочение связей с Евросоюзом[139] (май 2015).

Также является лауреатом престижной премии Мировой академии спорта «Лауреус» в номинации «Возвращение года» за бой с Сэмюэлом Питером в 2008 году (июнь 2009) и обладателем почётной награды WBC за вклад в развитие бокса (2013).
- «Вечный чемпион мира в супертяжёлом весе» по версии WBC.

### Запрос пояснений по поводу ордена «За заслуги перед ФРГ»
13 января 2014 года депутат Зеньковецкого городского совета из фракции «Батькивщина» Сергей Сало направил запрос официальных пояснений по поводу ордена «За заслуги перед Федеративной Республикой Германия» к Виталию Кличко с просьбой сообщить, за какие именно заслуги тот стал кавалером ордена иностранной государственной награды. 17 января Кличко официально отказался предоставлять такую информацию. 14 февраля Полтавский окружной админсуд обязал Кличко предоставить запрашиваемую информацию, поскольку она «представляет общественный интерес». 16 февраля на пресс-конференции в Днепропетровске Кличко сказал, что он получил эту награду за общественную работу: «Помимо высшей награды Германии я также удостоен подобной и в Украине. Эти награды я получил благодаря своей общественной деятельности. Я — посол ЮНЕСКО, и это уже мировая общественная деятельность, связанная с образованием для нуждающихся детей». Кличко также заявил, что он отказался от имевшегося у него вида на жительство в Германии и сейчас является гражданином Украины.